# Verkehrsgelb
Verkehrsgelb ist die Bezeichnung für die RAL-Farbe 1023 (RGB: F0CA00, CMYK: 0c 10m 100y 0k). Es ist die Grundfarbe für Umweltplaketten für Kraftfahrzeuge der Schadstoffklasse 3. Verkehrsgelb wird von der BVG als Farbe für den Lackierung der meisten U-Bahn-Wagen, Straßenbahnwagen und Busse eingesetzt. Außerdem wird durch einen verkehrsgelben Streifen die 1. Klasse im Außenbereich bei Zügen der DB Regio kenntlich gemacht.
Es entspricht etwa dem „safety yellow“ der ANSI bzw. der Occupational Safety and Health Administration (hex-code #EED202), das etwa als Farbe amerikanischer Schulbusse verwendet wird.
Ebenso benutzt der Österreichische Alpenverein diese Farbe für die Beschilderung der Wanderwege.
|  |  |  |